# Малі Щербиничі
Малі Щербиничі — село у Злинківському районі Брянської області РФ. До 1937 року входило в склад Чернігівщини.

## Відомі уроженці
- Горілий Олександр Леонтійович — диригент, композитор, музично-громадський діяч.

| Росія | Це незавершена стаття з географії Росії. Ви можете допомогти проєкту, виправивши або дописавши її. |